# Karl Heinz Türk

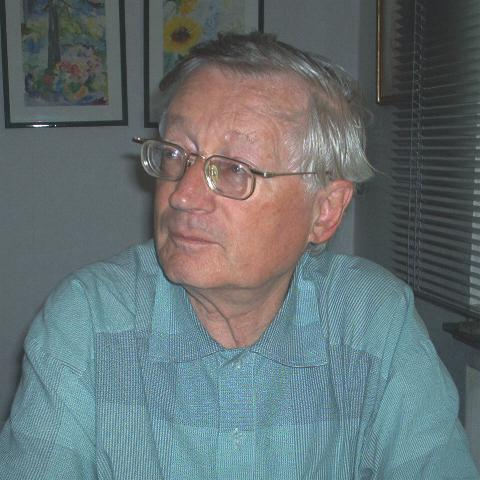
Karl Heinz Türk

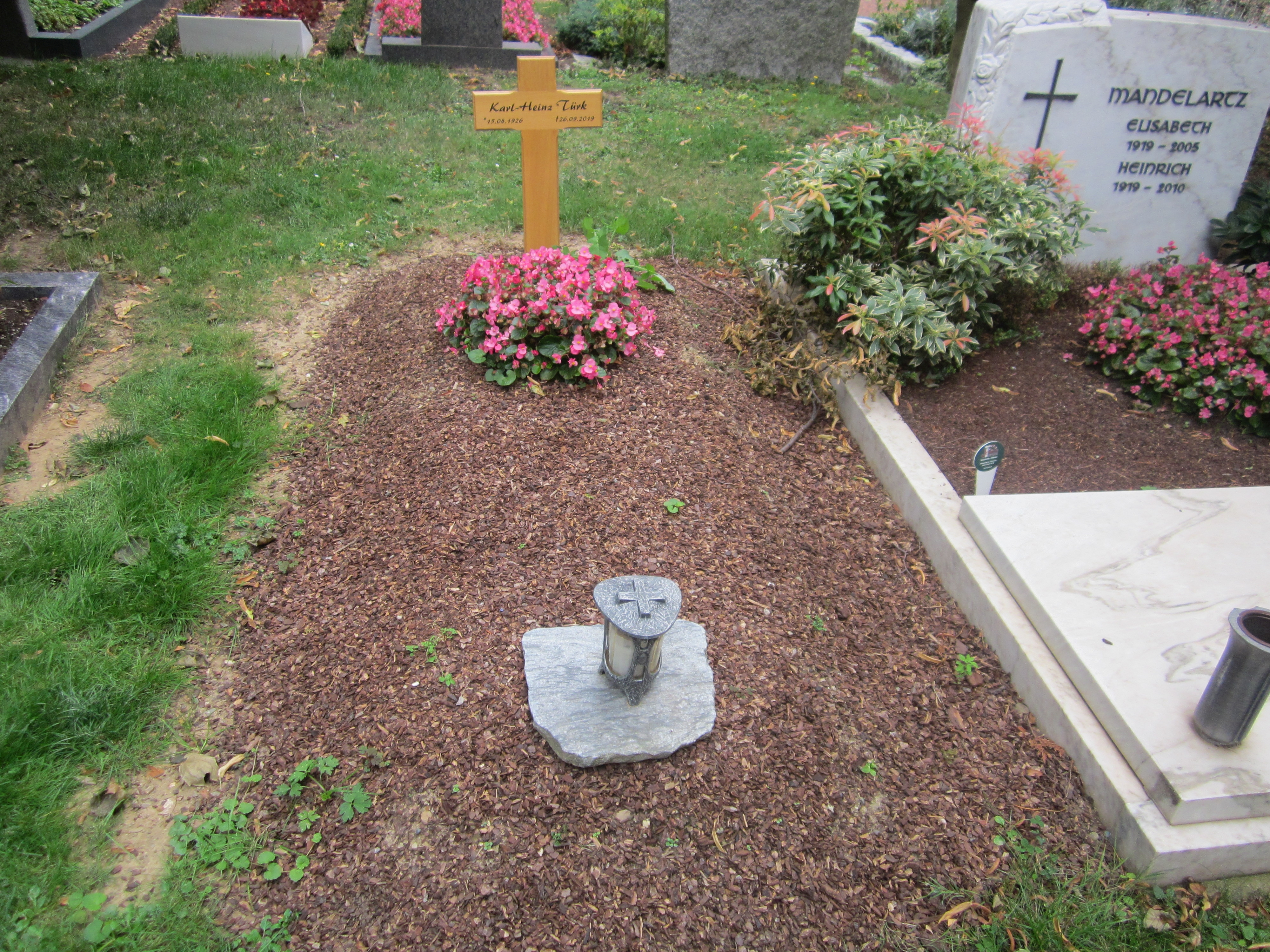
Grab am 6. September 2020

Karl Heinz Türk (* 15. August 1926 in Nörvenich; † 26. September 2019 in Merzenich) war ein deutscher Buchautor und Heimatforscher.

## Biografie
Türk erlernte nach dem Schulbesuch das Schreinerhandwerk. Nach einer Verwundung im Zweiten Weltkrieg arbeitete er in der Gemeindeverwaltung des Rathauses Nörvenich, hauptsächlich im Bereich Kultur und Sport.
Sein privates Hobby, die Aufarbeitung der Geschichte seines Heimatortes, ließ sich mit der beruflichen Tätigkeit verbinden. Er initiierte archäologische Grabungen, dokumentierte das Gemeindeleben und schrieb Bücher und Artikel über Nörvenich und nahegelegene Orte. Er arbeitete viele Jahre die Geschichte Nörvenichs auf.
In vielen Bereichen arbeitete er mit seinem Freund Ernst Ohst zusammen, der die Ausarbeitungen bebilderte. Für sein Engagement wurde Türk im Jahre 1978 mit dem Rheinlandtaler ausgezeichnet. Er wohnte mit seiner Frau in Düren, später in einem Seniorenhaus in Merzenich. Einer seiner Brüder war der ehemalige Landtagsabgeordnete Hubert Türk.

## Schriften (Auszug)
- Der Neffelbach. 1987, ISBN 3-88913-402-5.
- Sagen, Erzählungen, Legenden aus der Gemeinde Nörvenich. Geschichts- und Heimatverein, Nörvenich 1980.
- Christliche Kleindenkmale in Börde und Neffeltal. 1979, ISBN 3-7927-0490-0.
- Kirchen und Burgen in der Gemeinde Nörvenich bei Düren. Neusser Druckerei und Verlag, Neuss 1983, ISBN 3-88094-455-5.
- Totenbräuche im Land am Neffelbach. In: Dürener Geschichtsblätter Nr. 66, 1977, S. 75.
- Die Harff’sche Burg in Nörvenich. Dokumentation des Verfalls. In: Dürener Geschichtsblätter, Nr. 67, 1978, S. 125.
- Landleben des 19. Jahrhunderts im östlichen Kreis Düren. In: Dürener Geschichtsblätter, Nr. 68, 1979, S. 5.
- Französische und preußische Herrschaft in den Jahren 1794 bis 1819. Nach den Aufzeichnungen zeitgenössischer Chronisten aus Eschweiler über Feld und Ollesheim. In: Dürener Geschichtsblätter, Nr. 69, 1980, S. 83.
- Inschriften und Wappen auf Bauernhöfen in den Gemeinden Merzenich, Nörvenich und Vettweiß. In: Dürener Geschichtsblätter, Nr. 75, 1986, S. 47.
- Kriegsgefangene und Zwangsarbeiter des Zweiten Weltkrieges in der Gemeinde Nörvenich. In: Dürener Geschichtsblätter, Nr. 79, 1990, S. 39.
- Kirmesfeiern im östlichen Kreis Düren. In: Dürener Geschichtsblätter Nr. 84, 1997, S. 561.
- Müller und Mühlen in Nörvenich. In: Dürener Geschichtsblätter, Nr. 86, 2004, S. 249.
- 10 Jahre Gemeinde Nörvenich. Rheinland-Verlag, 1979.
- Conradus Flocken, Pfarrer in Nörvenich. 2006.
- Hermannus Isenkraedt, Pfarrer in Nörvenich. 2006.
- Agent – Maire – Bürgermeister in französischer und preußischer Zeit.
- Bräuche in alter Zeit.
- Börde und Neffeltal.
- 12 Ortschroniken für die Ortsteile der Gemeinde. Selbstverlag mit der Gemeindeverwaltung
- Straßennamen in der Gemeinde Nörvenich, Heft 1–4.
- Dürener Luftwaffenhelfer – Schüler als Flakkanoniere in den Kriegsjahren 1943–1945. In: Dürener Geschichtsblätter, 1993, Seiten 19–44.
- Nörvenich, Pfarrkirche St. Medardus, Eine Bildersammlung. Selbstverlag, 2010.